# ルビ (サッカー選手)
ルビ（Rubi）こと、ジョアン・フランセスク・フェレール・シシリア（Joan Francesc Ferrer Sicilia、1970年2月5日 - ）は、スペイン・カタルーニャ州バルセロナ県ビラスサー・ダ・マール出身の元サッカー選手。

## 選手時代
1989年に地元のUEビラスサー・ダ・マールでプロデビュー。以降カタルーニャ州の小さなチームを渡り歩き、1997-98シーズンにタラサFCでプレーした後に、トップリーグでプレーすることが出来ないまま28歳で現役を引退。指導者に転向した。

## 監督歴
2001年からUEビラスサー・ダ・マールで監督業を開始。2004-05シーズンはCEサバデルの監督を務め、2005年から3年間はRCDエスパニョールのBチームの監督を歴任。
2012年6月8日、ジローナFCの監督に就任。2012-13シーズン、ジローナをセグンダ・ディビシオンで4位に導き、昇格プレーオフに進出したものの、プレーオフで敗退し、1年で退任。
2013-14シーズンは、FCバルセロナでヘラルド・マルティーノのアシスタントコーチ務める。
2014-15シーズンは、2部リーグに降格したレアル・バリャドリードの監督を務め、シーズン5位に導き、再び昇格プレーオフに導いたものの、またしてもプレーオフ敗退し、敗退後に退任。
2015年10月28日、レバンテUDの監督に就任。しかし、それまでの悪い流れを変えることは出来ず、最下位に終わり、シーズン終了後に退任。
2017年1月18日、アベラルド前監督の後任として、スポルティング・デ・ヒホンの監督に就任するも、シーズン18位に終わり、シーズン終了後に退任。
2017-18シーズンはSDウエスカの監督を務め、セグンダ・ディビジョン2位に導き、チーム創設58年目で初のプリメーラ・ディビシオンに導いた。
2018年7月4日、RCDエスパニョールの監督に就任。カンテラ出身の選手を積極的に起用した采配が功を奏し、2018-19シーズンをリーグ7位に導き、UEFAヨーロッパリーグ出場権をもたらした。
2019年6月6日、レアル・ベティスの監督に就任したことが発表された。しかし、開幕から調子が上がらず、リーグ10位前後で低迷し、2020年6月20日のアスレティック・ビルバオ戦に0-1で敗れた試合後に解任された

## 監督成績
2020年6月20日現在
| クラブ                 | 就任           | 退任          | 記録 | 記録 | 記録 | 記録 | 記録 | 記録 | 記録 | 記録   |
| クラブ                 | 就任           | 退任          | 試   | 勝   | 分   | 敗   | 得   | 失   | 差   | 勝率   |
| ---------------------- | -------------- | ------------- | ---- | ---- | ---- | ---- | ---- | ---- | ---- | ------ |
| ビラスサー・ダ・マール | 2001年6月8日   | 2003年6月30日 | 76   | 31   | 16   | 29   | 136  | 134  | +2   | 040.79 |
| ルスピタレート         | 2003年6月30日  | 2004年7月1日  | 42   | 23   | 7    | 12   | 66   | 48   | +18  | 054.76 |
| サバデル               | 2004年7月1日   | 2005年2月28日 | 25   | 6    | 10   | 9    | 27   | 36   | −9   | 024.00 |
| エスパニョールB        | 2005年7月1日   | 2008年3月10日 | 108  | 46   | 30   | 32   | 172  | 125  | +47  | 042.59 |
| イビサ＝エイビッサ     | 2008年7月1日   | 2008年11月3日 | 11   | 2    | 3    | 6    | 15   | 23   | −8   | 018.18 |
| ベニドルム             | 2009年6月11日  | 2010年7月1日  | 38   | 18   | 10   | 10   | 68   | 51   | +17  | 047.37 |
| ジローナ               | 2012年6月8日   | 2013年6月28日 | 47   | 22   | 9    | 16   | 78   | 64   | +14  | 046.81 |
| レアル・バリャドリード | 2014年6月3日   | 2015年7月6日  | 48   | 23   | 12   | 13   | 71   | 43   | +28  | 047.92 |
| レバンテ               | 2015年10月28日 | 2016年5月26日 | 31   | 7    | 6    | 18   | 33   | 54   | −21  | 022.58 |
| ヒホン                 | 2017年1月17日  | 2017年6月10日 | 20   | 4    | 7    | 9    | 23   | 35   | −12  | 020.00 |
| ウエスカ               | 2017年6月23日  | 2018年6月3日  | 43   | 21   | 12   | 10   | 61   | 42   | +19  | 048.84 |
| エスパニョール         | 2018年6月3日   | 2019年6月6日  | 44   | 16   | 13   | 15   | 57   | 59   | −2   | 036.36 |
| レアル・ベティス       | 2019年6月6日   | 2020年6月21日 | 33   | 10   | 11   | 12   | 49   | 50   | −1   | 030.30 |
| 合計                   | 合計           | 合計          | 566  | 229  | 146  | 191  | 856  | 764  | +92  | 040.46 |

## タイトル

### 指導者時代
個人
- ミゲル・ムニョス賞（セグンダ・ディビシオン）：1回（2017-18）